# كورت أوت
كورت أوت هو دراج سويسري، ولد في 9 ديسمبر 1912 في زيورخ في سويسرا، وتوفي في 19 أبريل 2001 في شليغن في سويسرا.

## وصلات خارجية
- كورت أوت على موقع أرشيف الدراجات (الإنجليزية)
- كورت أوت على موقع إحصائيات الدراجات الإحترافية (الإنجليزية)
- كورت أوت على موقع أوليمبيديا (الإنجليزية)